# Liste der Naturdenkmale in Weinbach
Die Liste der Naturdenkmale in Weinbach nennt die im Gebiet der Gemeinde Weinbach im Landkreis Limburg-Weilburg in Hessen gelegenen Naturdenkmale.
| Bild | Bezeichnung | Ortsteil, Lage                              | Beschreibung | Art | Nr.     |
| ---- | ----------- | ------------------------------------------- | ------------ | --- | ------- |
| BW   | Baumgruppe  | Blessenbach 50° 25′ 37,3″ N, 8° 17′ 47,1″ O |              |     | 3533062 |

## Belege
1. ↑  
Liste der Naturdenkmale im Landkreis Limburg-Weilburg. (PDF; 33 kB) In: www.landkreis-limburg-weilburg.de. Landkreis Limburg-Weilburg, März 2018, abgerufen am 10. Juni 2022.

- Karte mit allen Koordinaten:
- OSM |
- WikiMap